# 小路口镇 (祁门县)
小路口镇，是中华人民共和国安徽省黄山市祁门县下辖的一个乡镇级行政单位。

## 行政区划
小路口镇下辖以下地区：
晨光村、石谷村、西石坑村、花城村、大丰村、双莲村和胜利村。